# Dosarele X - Înfruntă viitorul
Dosarele X - Înfruntă viitorul (titlu original: The X Files, cunoscut și ca The X-Files: Fight the Future) este un film american SF thriller din 1998 regizat de Rob Bowman. Rolurile principale au fost interpretate de actorii David Duchovny, Gillian Anderson, Mitch Pileggi, John Neville și William B. Davis. Chris Carter este scenaristul acestui film pe baza unei povestiri scrise de acesta împreună cu Frank Spotnitz.

## Distribuție

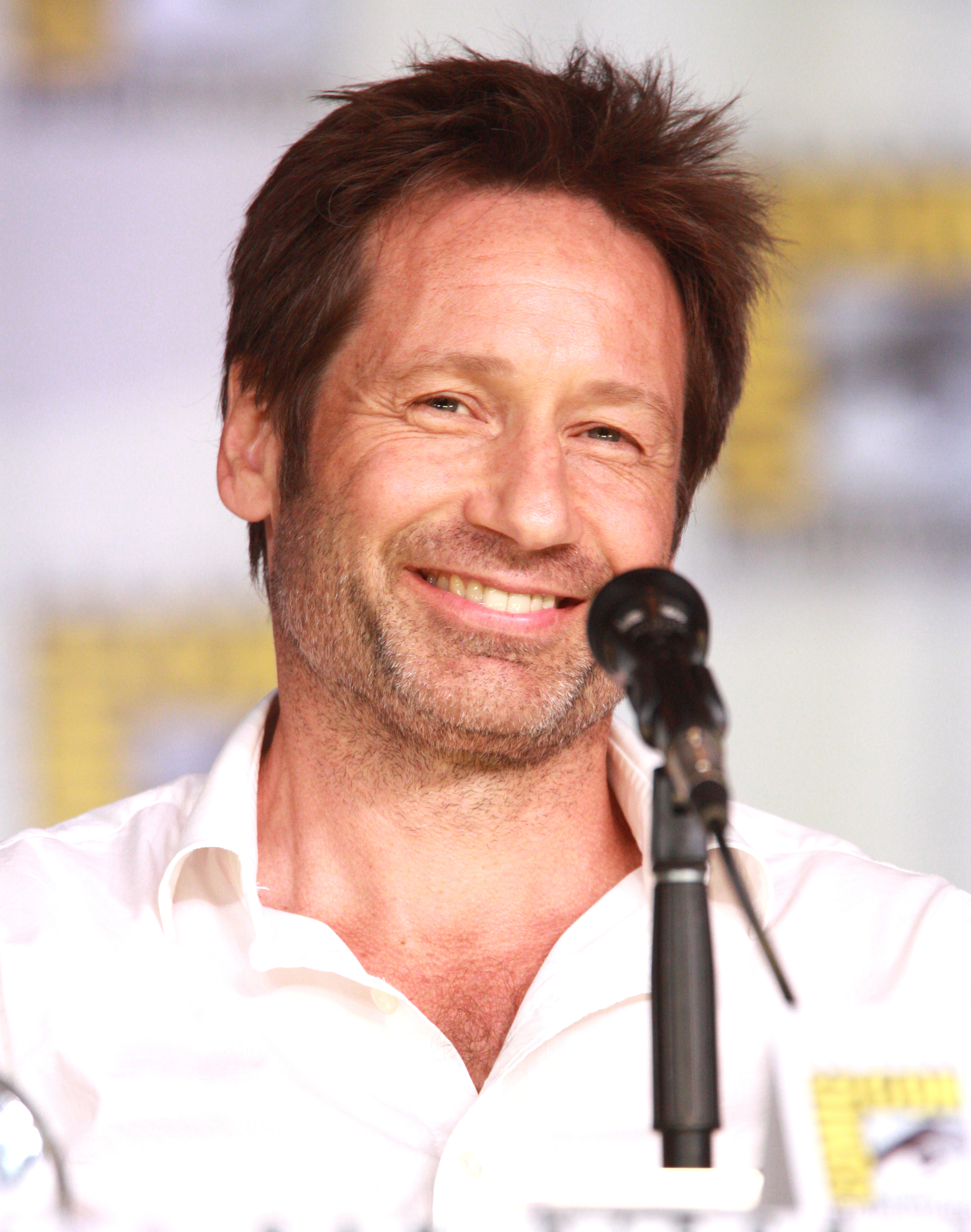
Actorul David Duchovny interpretează rolul agentului FBI Fox Mulder.

- David Duchovny - Special Agent Fox Mulder
- Gillian Anderson - Special Agent Dana Scully
- Martin Landau - Alvin Kurtzweil
- Blythe Danner - Jana Cassidy
- Armin Mueller-Stahl - Conrad Strughold
- Mitch Pileggi - Assistant Director Walter Skinner
- William B. Davis - Cigarette-Smoking Man
- John Neville - Well-Manicured Man
- Dean Haglund - Richard 'Ringo' Langly
- Bruce Harwood - John Fitzgerald Byers
- Tom Braidwood - Melvin Frohike
- Jeffrey DeMunn - Ben Bronschweig
- Michael Shamus Wiles - Black-Haired Man
- Terry O'Quinn - Special Agent in Charge Darius Michaud
- Lucas Black - Stevie